# 瑟兰日和内勒
瑟兰日和内勒（法語：Seringes-et-Nesles，法語發音：[səʁɛ̃ʒ e nɛl]）是法国上法蘭西大區埃纳省的一个市镇，属于蒂耶里堡区。该市镇于1790-1794年间由瑟兰日（Seringes）和内勒（Nesles）合并而成。

## 地理
瑟兰日和内勒（49°12'19"N, 3°32'27"E）面积13.49 平方千米，位于法国上法蘭西大區埃纳省，该省份为法国北部内陆省份，北起北部省，西接索姆省和瓦兹省，东临阿登省和马恩省，西南至塞纳-马恩省，东北部与比利时接壤。
与瑟兰日和内勒接壤的市镇（或旧市镇、城区）包括：谢里-沙特勒沃、库隆日-科昂、塔德努瓦地区费尔、马勒伊昂多勒、塞尔日、维莱叙费尔。

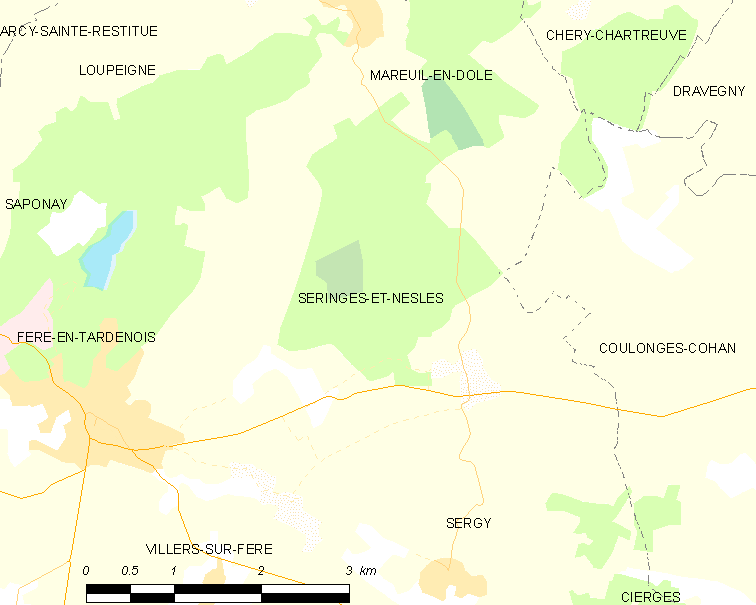
瑟兰日和内勒的OSM定位图

瑟兰日和内勒的时区为UTC+01:00、UTC+02:00（夏令时）。

## 行政
瑟兰日和内勒的邮政编码为02130，INSEE市镇编码为02713。

## 政治
瑟兰日和内勒所属的省级选区为塔德努瓦地区费尔县。

## 人口

1962-2008年间瑟兰日和内勒人口变化图示

瑟兰日和内勒于2022年1月1日时的人口数量为268人。